# Platymiscium ulei
Platymiscium ulei är en ärtväxtart som beskrevs av Hermann August Theodor Harms. Platymiscium ulei ingår i släktet Platymiscium och familjen ärtväxter. Inga underarter finns listade i Catalogue of Life.